# Jozafat Kuncewicz
Jozafat Kuncewicz OSBM, imię świeckie Jan Kunczyc lub Kuncewicz herbu Róża (ur. ok. 1580 we Włodzimierzu, zm. 12 listopada 1623 w Witebsku) – unicki arcybiskup połocki, bazylianin, święty Kościoła katolickiego.

## Życiorys

### Młodość i wczesna działalność
Urodził się w prawosławnej rodzinie we Włodzimierzu około 1580 lub 1584. Był synem kupca i ławnika miejskiego Gabriela (Hawryły) i jego żony Maryny. W życiu świeckim nosił imię Jan. Ukończył szkołę parafialną przy soborze Zaśnięcia Matki Bożej we Włodzimierzu. W młodym wieku wyjechał do Wilna, gdzie przygotowywał się do zawodu kupca poprzez praktykę w domu Jacentego Popowicza. W mieście tym zetknął się pierwszy raz z ideą unii Kościołów katolickiego i prawosławnego. Idea ta została zrealizowana na terytorium I Rzeczypospolitej w 1596 poprzez zawarcie unii brzeskiej.
Jan Kuncewicz początkowo uczył się w prawosławnej szkole brackiej, gdzie jako wyróżniający się uczeń został zauważony przez jezuitów wileńskich. W dalszej nauce korzystał z ich pomocy i za ich radą wstąpił do bazyliańskiego klasztoru Trójcy Świętej w 1604, przyjmując imię zakonne Jozafat. Już jako nowicjusz studiował teologię pod kierunkiem rektora klasztornej szkoły Piotra Suromiatnyka, a następnie u jezuitów z Akademii Wileńskiej. Na kapłana unickiego został wyświęcony w 1609.
Na przełomie XVI i XVII w. Wilno było areną konfliktów i polemik między prawosławnymi a unitami. Przyszły biskup wziął w nich udział, pisząc siedem traktatów broniących unii. Ich treść nie przetrwała. Według niektórych świadectw jego postawa przyczyniła się do pozyskania znaczącej liczby nowych wiernych dla Kościoła unickiego. W 1614 został archimandrytą klasztoru bazylianów w Wilnie. Współpracował z Józefem Welaminem Rutskim, swoim dawnym nauczycielem teologii, w procesie reformy wileńskiego klasztoru bazylianów, wprowadzając w jego organizacji szereg zmian na wzór rzymskokatolicki. W tym okresie porzucił nazwisko Kunczyc i zaczął posługiwać się szlachecką formą Kuncewicz. Przyczynił się do zorganizowania bazyliańskiego nowicjatu w klasztorze w Byteniu (przeniósł go z Wilna z powodu dużej liczby kandydatów) i do organizacji unickiego życia mniszego w klasztorze w Żyrowicach, dawnym monasterze prawosławnym przejętym przez unitów w 1613. Klasztor ten dzięki jego staraniom stał się jednym z największych ośrodków pielgrzymkowych we wschodniej Rzeczypospolitej.
Dzięki szerokim kontaktom w kręgach unickiej szlachty pozyskiwał z jej grona fundatorów nowych klasztorów i szkół.

### Władyka

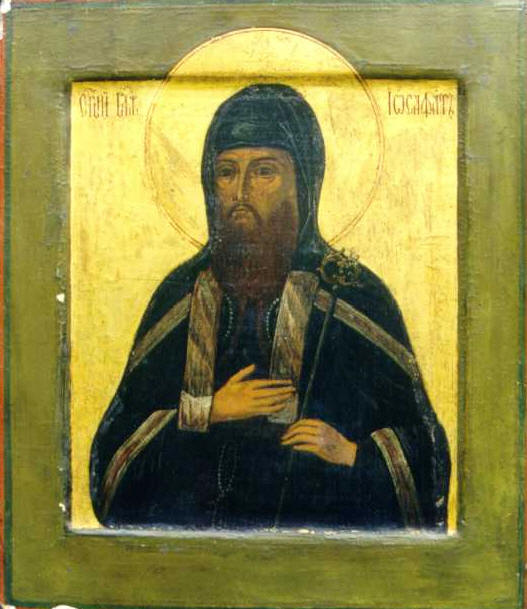
Ikona Jozafata Kuncewicza

Latem 1617 na kapitule zakonnej w Nowogrodowicach Jozafat otrzymał od metropolity Józefa Welamina Rutskiego nominację na koadiutora archidiecezji połockiej z prawem następstwa oraz biskupa witebskiego i mścisławskiego. Święcenia biskupie otrzymał 12 listopada 1618 w Wilnie, po czym wyruszył do Połocka, by odbyć ingres. W momencie objęcia przez niego urzędu parafie unickie były w zdecydowanej mniejszości w stosunku do tych, które nie chciały unii przyjąć. Prawosławie było w regionie wyznaniem zakorzenionym od stuleci, podczas gdy Kościół katolicki (także obrządku łacińskiego) zaznaczył silniej swoją obecność dopiero w II poł. XVI stulecia. Ponadto dwaj pierwsi uniccy arcybiskupi połoccy Herman Zahorski i Gedeon Brolnicki nie działali zbyt aktywnie na rzecz szerzenia unii. Jozafat Kuncewicz, znany ze swojej pobożności, gorliwości i szczerego oddania katolicyzmowi miał swoją pracą duszpasterską naprawić sytuację administratury. Faktycznie natychmiast po przyjeździe do Połocka przystąpił do wprowadzenia reform w diecezji. Wprowadził obowiązek odprawiania codziennie Świętej Liturgii, wizytował parafie, usuwał z beneficjów kościelnych duchownych alkoholików i wdowców, którzy ożenili się ponownie. Po śmierci arcybiskupa Gedeona Brolnickiego w 1618 został arcybiskupem połockim. Wystąpił przeciwko nadużyciom świeckich fundatorów, którzy ingerowali w sprawy duchowne i przyswajali sobie kapitały i dobra cerkiewne, traktując duchowieństwo jak poddanych. Regularnie głosił kazania. Wydał regulamin dla kapłanów i katechizm, publikował również teksty polemiczne uzasadniające słuszność zawarcia unii. Argumenty na korzyść unii formułował w oparciu o interpretację kronik ruskich i prawosławnych tekstów liturgicznych.
W dialogu z prawosławnymi przeciwnikami unii, których na wschodzie kraju było wielu, nie ukrywał swojego ruskiego pochodzenia, zdobywając zwolenników pokorą i ubóstwem (w pałacu arcybiskupim mieszkał w najmniejszej izbie, oddając pozostałe pomieszczenia na użytek bezdomnych). Metropolita Rutski, widząc arcybiskupa połockiego chodzącego w kapturze i w habicie bazyliańskim chciał sprawić mu odzież jedwabną – jak przystało na ruskiego władykę. Przekazał mu na ten cel odpowiednie fundusze. Jozafat jednak wykazał się niesubordynacją i datek obrócił na ozdobę soboru Mądrości Bożej w Połocku. Prowadził życie ascety według prawosławnej reguły mniszej Niła Sorskiego i pism Symeona Nowego Teologa.

### Konflikt z dyzunitami

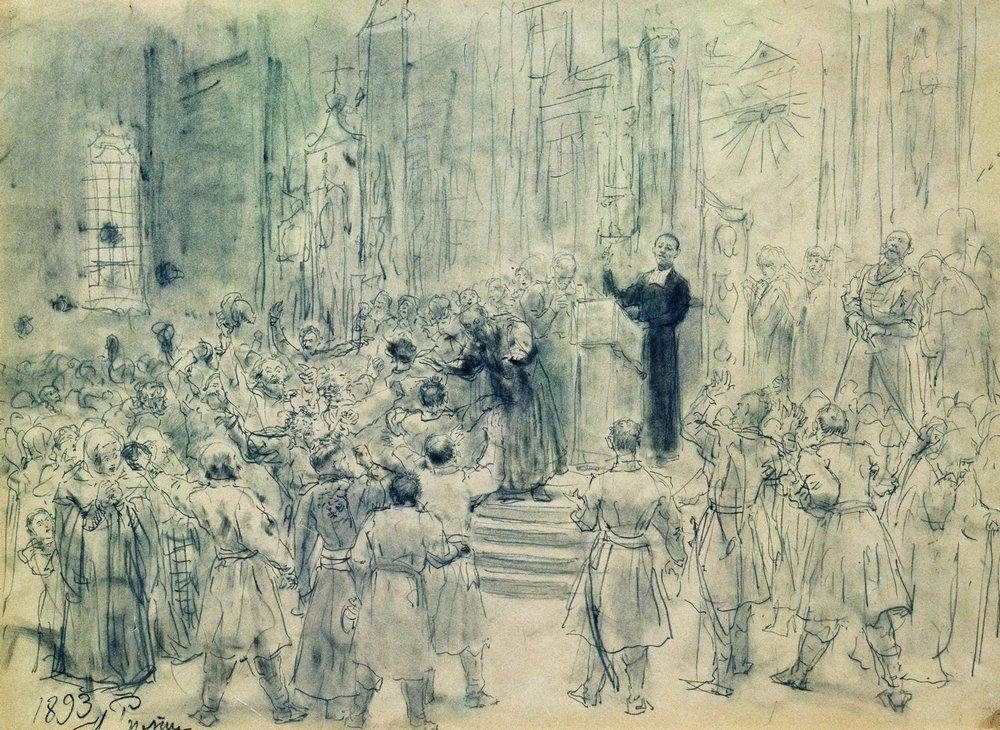
Jozafat Kuncewicz głosi kazanie na Białorusi, obraz Ilji Riepina

W 1618, rok po objęciu przez Kuncewicza urzędu biskupa witebskiego, w miastach na terenie archidiecezji połockiej nadal zdecydowanie dominowało prawosławie, analogiczna sytuacja panowała w dobrach prywatnych. W celu szerzenia swojego wyznania biskup postanowił skupić się na przejmowaniu obiektów sakralnych w miastach. Radykalizm biskupa w procesie wprowadzania unii na terenach zamieszkiwanych przez prawosławnych (m.in. siłowe przejmowanie parafii niechętnych zjednoczeniu z Rzymem), niechętnych jej przyjęciu, sprawiła, że jego działalność stała się przedmiotem krytyki. Jozafat Kuncewicz spotykał się również z aktami bezpośredniego oporu ze strony prawosławnych. W 1619, przybywając do Mohylewa z królewskim mandatem zezwalającym na przejmowanie prawosławnych cerkwi na rzecz unitów, zastał zamknięte bramy miejskie. Do zbadania sytuacji wydelegowany został kanclerz wielki litewski Lew Sapieha, który potwierdził obrazę majestatu króla i prawowiernego biskupa, po czym skazał prowodyrów buntu na śmierć. Wyrok ten nie został jednak wykonany. Cerkwie mohylewskie przeszły w ręce unitów pół roku później. W odpowiedzi na opór prawosławnych mieszczan i wspierających ich przedstawicieli szlachty arcybiskup doprowadzał do tymczasowych aresztowań niechętnych unii duchownych. W ten sposób, dzięki poparciu królewskiemu, w ciągu kilkunastu miesięcy Jozafat Kuncewicz zdołał przekształcić większość świątyń w największych miastach swojej diecezji w cerkwie unickie. Znacząca część tych obiektów musiała jednak zostać zamknięta z powodu braku wiernych lub braku kapłanów.
W roku następnym patriarcha jerozolimski Teofan III nielegalnie (uznawany był jedynie Kościół unicki) wyświęcił dla Kościoła prawosławnego w Rzeczypospolitej nowych biskupów, w tym arcybiskupa połockiego Melecjusza Smotryckiego. Zaczął on organizować opór przeciwko aktywności Jozafata Kuncewicza. W 1621 powracający z sejmu władyka unicki przekonał się, że przeciwko niemu zbuntowały się wszystkie miasta w archidiecezji. Protesty były tłumione przy pomocy polskiego wojska. W Witebsku rada miejska usunęła unitów z miasta i przekazała wszystkie cerkwie prawosławnym. Do podobnych wydarzeń doszło w Orszy i Mohylewie. W Witebsku i Orszy doszło do zamachów na Kuncewicza dokonanych przez dyzunitów.
Kuncewicz miał po swojej stronie poparcie władz świeckich i korzystał z ich pomocy przy szerzeniu unii. Jego działania, zwłaszcza po 1621, zaczęły jednak budzić kontrowersje w sejmie i na dworze królewskim. 12 marca 1622 Lew Sapieha, pisząc do Kuncewicza, oskarżył go o niechrześcijańską postawę w stosunku do dyzunitów, posługiwanie się gwałtem i rozbojem, co jego zdaniem mogło mieć negatywne konsekwencje dla państwa. Zarzucił mu, że poprzez siłowe zamykanie cerkwi prawosławnych i przemoc wobec nieunitów nie tylko nie zdobywał nowych wiernych, ale i zniechęcał osoby popierające wcześniej unię, zaostrzał konflikty wewnętrzne w kraju. W 1623 prawosławna szlachta białoruska i ukraińska skierowała do króla list, w którym zawarto skargę na postępowanie Jozafata Kuncewicza wobec dyzunitów. Oskarżono go m.in. o niszczenie prawosławnych cmentarzy i bezczeszczenie szczątków zmarłych. W tym samym roku w Witebsku hierarcha zmusił prawosławne duchowieństwo do przekazania unitom swoich cerkwi i kaplic, zaś wiernych – do przyjęcia unii.

### Śmierć

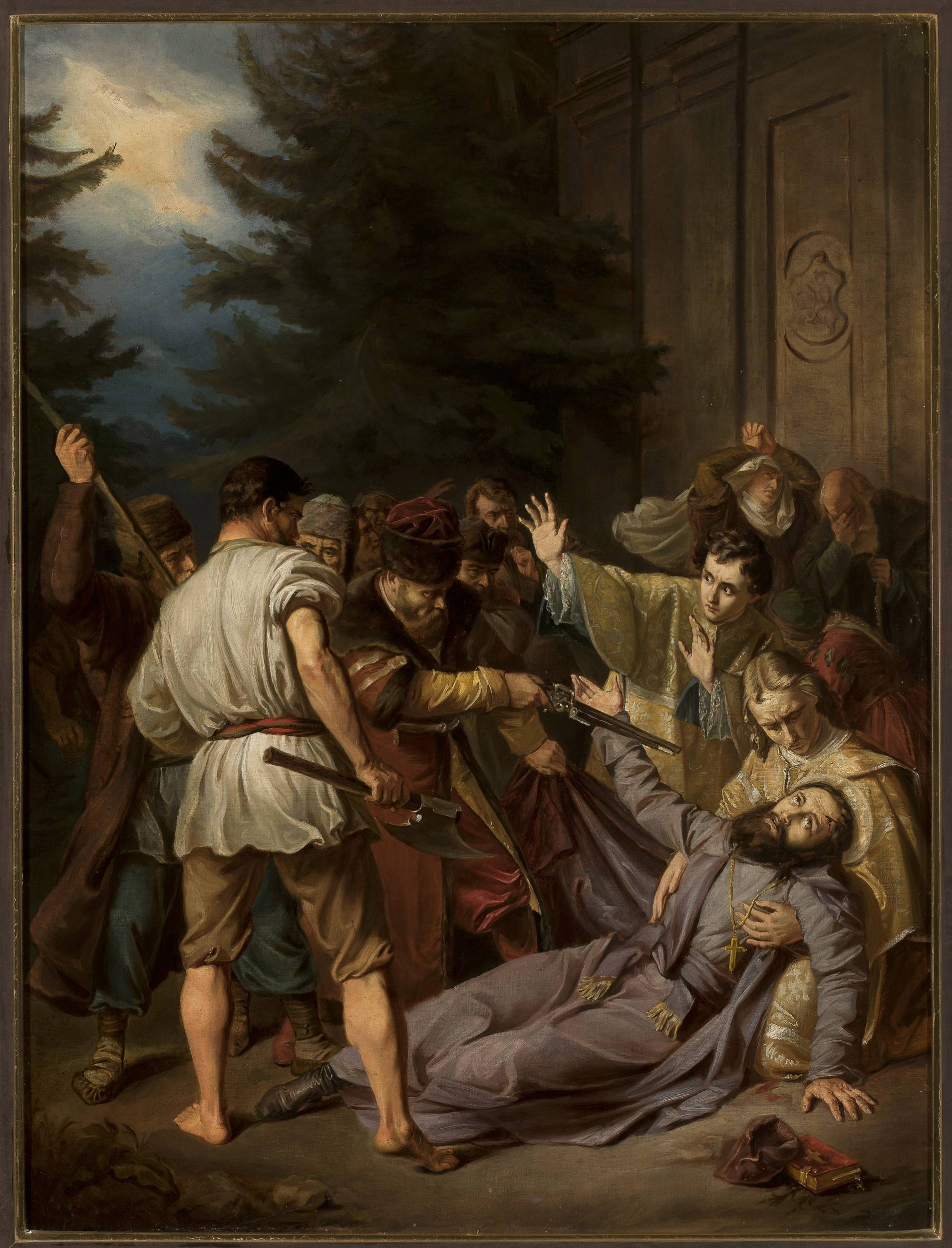
Męczeństwo Jozafata Kuncewicza, obraz pędzla Józefa Simmlera

W październiku 1623 arcybiskup Połocka udał się do Witebska, by po raz kolejny podjąć próbę odzyskania kontroli nad sytuacją religijną w mieście. 12 listopada 1623 został w mieście zamordowany przez tłum prawosławnych mieszczan. Ciało hierarchy wrzucono do Dźwiny. Po sześciu dniach zostało wyłowione z rzeki i przewiezione do katedry unickiej w Połocku.
W 1642 papież Urban VIII beatyfikował Kuncewicza, finalizując rozpoczęty już po roku od zabójstwa biskupa proces. 225 lat później Pius IX ogłosił go świętym w całym Kościele katolickim, pierwszym w historii wywodzącym się z Kościoła unickiego. Jozafat Kuncewicz jest patronem Rusi.
Według badań bułgarskiego slawisty Dymitra Kenanowa Jozafat Kuncewicz świadomie działał w taki sposób, by zginąć z rąk „nieprawowiernych”, w przekonaniu, że w ten sposób dostąpi świętości.
Według innych źródeł biskup nie dostrzegał, w jakim stopniu jego działalność, wynikająca ze szczerego oddania sprawie unii, oburza ludność prawosławną, zaś ostrzeżenia przed zbytnim zaostrzaniem konfliktów wyznaniowych bagatelizował.

## Następstwa zabójstwa Jozafata Kuncewicza
W latach bezpośrednio poprzedzających śmierć arcybiskupa połockiego szlachta prawosławna na sejmikach wielokrotnie domagała się zalegalizowania hierarchii prawosławnej w kraju. Również wśród państwowych dygnitarzy duchownych i świeckich coraz powszechniejsze stawało się rozczarowanie efektami unii. W 1622 nuncjusz papieski Lancelotti relacjonował, iż większość biskupów katolickich w Polsce wyrażało się o jej zawarciu sceptycznie. Zamordowanie Jozafata Kuncewicza zmieniło tę sytuację. Część senatorów i szlachty, którzy dotąd nie interesowali się postępami unii, zaangażowała się w jej szerzenie. Lew Sapieha, kanclerz wielki litewski, który jeszcze w 1622 krytycznie wypowiadał się o działalności zabitego arcybiskupa, jako przewodniczący sądu królewskiego skazał na śmierć 19 uczestników samosądu na duchownym. Miasto, w którym doszło do mordu, straciło wszystkie przywileje, jego ratusz został zniszczony, a prawosławnej ludności odebrano majątki i świątynie. O surowe potraktowania zabójców Jozafata Kuncewicza apelowali do króla Zygmunta III papież Urban VIII, nuncjusz apostolski oraz unicki metropolita kijowski. Również część szlachty ruskiej zmieniła swój stosunek do prawosławia na mniej przychylny w związku z morderstwem na unickim władyce.
W zgodnej opinii większości historyków zabójstwo Jozafata Kuncewicza miało znaczący wpływ na dalszy szybki rozwój unii brzeskiej. Kazimierz Chodynicki stwierdził wręcz, że po jego śmierci „unia stała się na Białej Rusi wyznaniem panującym”. Zbliżone poglądy prezentowani Antoni Mironowicz i Edward Likowski. Z kolei Tomasz Kempa przedstawił w 2005 odmienną ocenę. Jego zdaniem o ile nie da się zaprzeczyć faktu szybkiego rozwoju unii kosztem prawosławia, o tyle proces ten nie był do tego stopnia widoczny na terenie unickiej archidiecezji połockiej.
Po śmierci Kuncewicza w dobrach prywatnych i królewskich jeszcze częściej niż do tej pory dochodziło do odbierania prawosławnym świątyń i przekazywania ich unitom. W rezultacie coraz powszechniejsze stało się poszukiwania przez biskupów prawosławnych Rzeczypospolitej pomocy materialnej w Rosji. Prawosławny metropolita kijowski Hiob rozważał nawet wyjazd na stałe do Moskwy. Mironowicz twierdzi, że w prawosławnej diecezji połockiej do przyjęcia unii zmuszono praktycznie wszystkie parafie. Kempa uważa jednak, że większość osób, które przeszły na unię w tym okresie, wróciła do prawosławia w czasie rządów bardziej tolerancyjnego Władysława IV, a wiele konwersji miało charakter koniunkturalny. Dokładne oszacowanie wzrostu liczby wyznawców katolicyzmu w obrządku unickim nie jest zaś jego zdaniem możliwe z powodu braku precyzyjnych danych.
Zdaniem szeregu historyków prawosławny arcybiskup połocki Melecjusz Smotrycki, wobec wzrostu prounickich nastrojów, po zabójstwie Jozafata Kuncewicza opuścił Połock i udał się do Konstantynopola, a następnie także do Antiochii i Aleksandrii. Zorientował się tam w wewnętrznych sporach w miejscowych patriarchatach prawosławnych, a czując się dodatkowo współwinnym śmierci unickiego władyki, sam przyjął unię. Pragnął w ten sposób przyczynić się do zjednoczenia wszystkich Rusinów wokół wspólnej religii. Pogląd ten podważył autor najnowszej (wydanej w 1995) biografii Smotryckiego David Frick, który wykazał, że w momencie śmierci Kuncewicza hierarcha prawosławny był już poza granicami Rzeczypospolitej, a jego konwersja miała bardziej złożone tło.

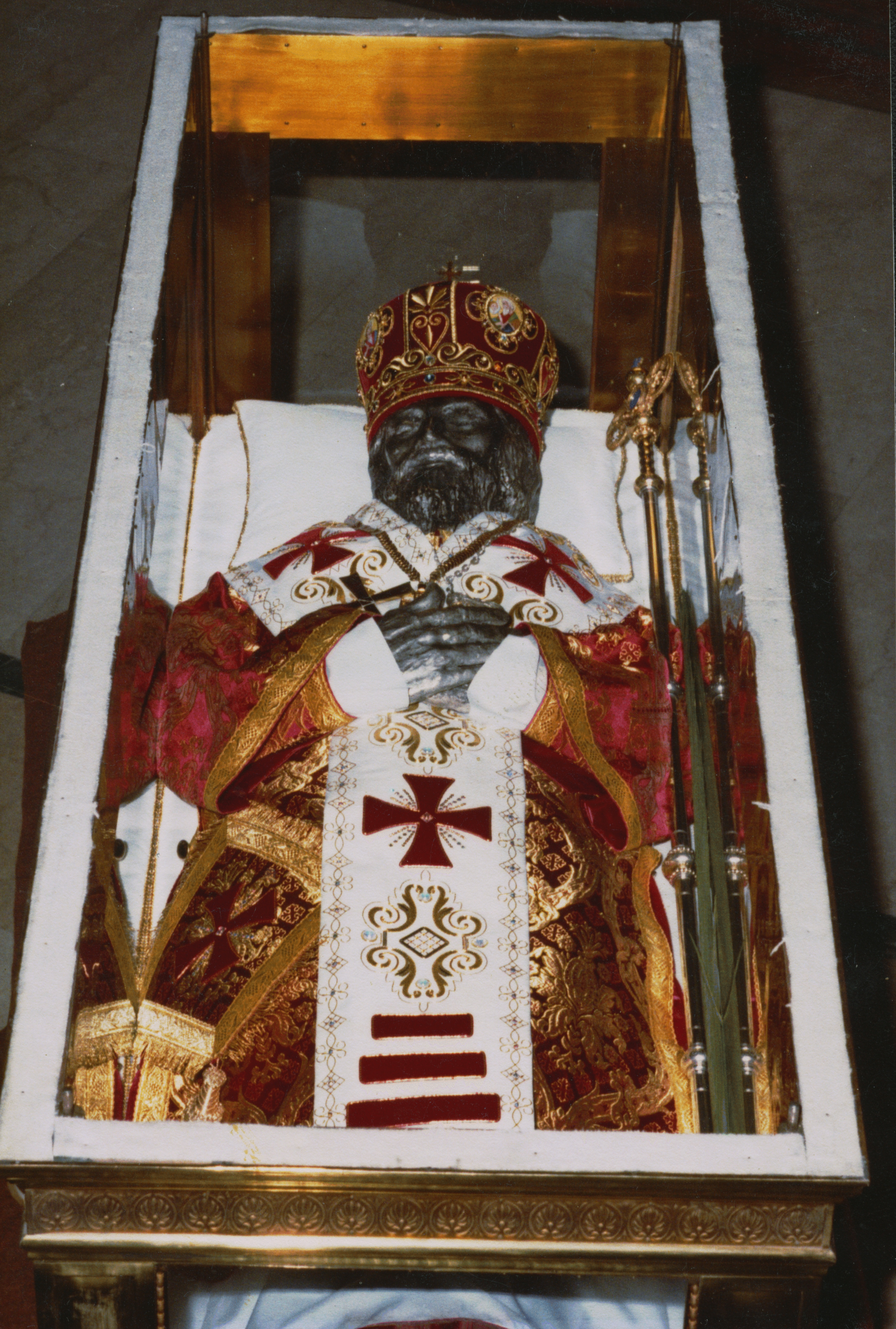
Relikwie św. Jozafata w bazylice św. Piotra na Watykanie

## Relikwie
| Okres     | Miejsce                                          |
| --------- | ------------------------------------------------ |
| 1623–1653 | Cerkiew Mądrości Bożej w Połocku                 |
| do 1667   | Monastyr Zaśnięcia Matki Bożej w Żyrowiczach     |
| 1667–1706 | Cerkiew Mądrości Bożej w Połocku                 |
| 1706–1765 | Kaplica zamkowa w Białej Podlaskiej              |
| 1765–1873 | Cerkiew św. Barbary w Białej Podlaskiej          |
| 1873–1916 | Podziemia cerkwi św. Barbary w Białej Podlaskiej |
| 1916–1949 | Kościół św. Barbary w Wiedniu                    |
| od 1949   | Bazylika św. Piotra na Watykanie                 |

W 1653 trumnę z ciałem Kuncewicza wywieziono z Połocka w związku z wojną polsko-rosyjską. Była przechowywana w różnych miejscowościach Litwy, Korony i Rusi, m.in. w bazyliańskim klasztorze w Żyrowicach, z którego w 1666 została ponownie przeniesiona do Połocka w uroczystej procesji. Jednak w 1705 roku Piotr I zajął miasto. Po nieudanej profanacji relikwii, zakończonej mordem bazylianów, przewieziono ją potajemnie do Białej Podlaskiej do dóbr Radziwiłów. Do 1765 znajdowała się w zamku, następnie – w klasztorze bazylianów. Sanktuarium w Białej Podlaskiej było ważnym ośrodkiem kultu dla ludności unickiej na Podlasiu i Chełmszczyźnie. Po kasacji bazylianów w Białej Podlaskiej w 1864 roku na rozkaz gubernatora Stiepana Gromieki trumna została zniesiona do podziemia klasztornego, zasypana piaskiem i śmieciami, a wejście zamurowano. Ciało Jozafata zostało odnalezione dzięki pomocy Emiliana Radomińskiego w 1916 i przewiezione do Wiednia, stamtąd – do bazyliki świętego Piotra w Rzymie.

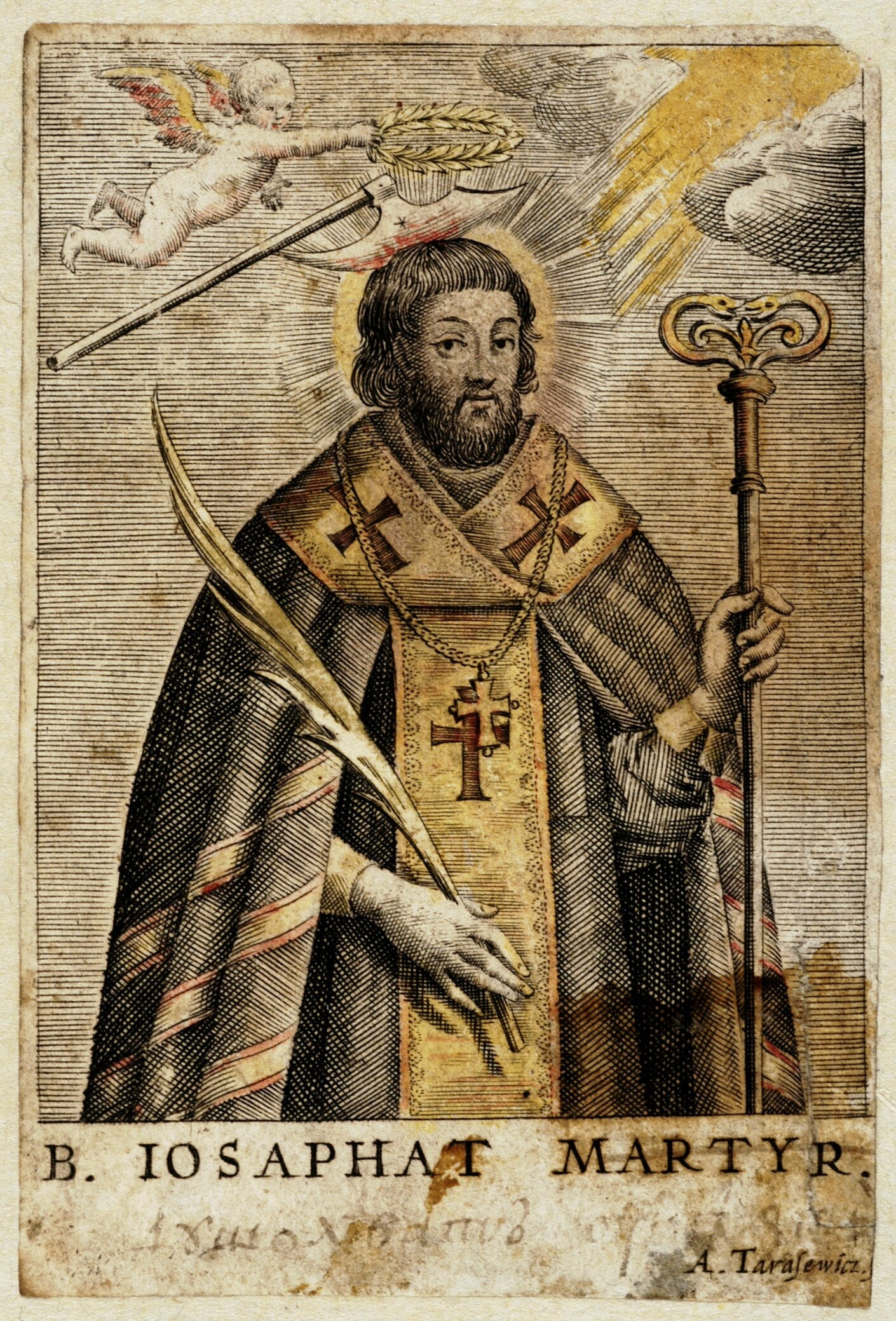
Wizerunek św. Jozafata Kuncewicza, miedzioryt z XVII/XVIII w. autorstwa Aleksandra Tarasowicza

Współcześnie (XXI w.) istnieje projekt przeniesienia relikwii męczennika na Białoruś. Projekt ten skrytykował Rosyjski Kościół Prawosławny (którego egzarchat jest największym związkiem wyznaniowym w kraju), twierdząc, że w ten sposób ponownie przywołane zostaną dawne konflikty religijne w regionie.

## Kult
Do rozkrzewienia kultu Jozafata Kuncewicza szczególnie przyczynił się metropolita Józef Welamin Rutski. Polecił on biskupowi włodzimiersko-brzeskiemu Joachimowi Morochowskiemu spisanie pierwszego żywota zabitego. Wbrew oczekiwaniom unickiego hierarchy, kult ten rozszerzał się jednak wyłącznie wśród katolików obydwu obrządków, nie przyciągając prawosławnych. Oficjalna beatyfikacja Jozafata Kuncewicza w 1642 nie zmieniła tej sytuacji.
Kult bł. Jozafata był rozpowszechniany przez klasztory bazyliańskie. W Supraślu zakonnicy wznieśli ołtarz boczny poświęcony mu jako świętemu. Postać Jozafata była szczególnie ważna dla klasztorów bazyliańskich w Wilnie, Byteniu, Żyrowicach, Supraślu i Kobryniu, do których, w latach 1614–1617 jako archimandryta św. Trójcy wysyłał nową generację unickich mnichów.
Obowiązkowe wspomnienie liturgiczne w Kościele katolickim obchodzone jest 12 listopada.
Jan Paweł II nazwał Jozafata Kuncewicza apostołem pojednania.